# Victor Del Corral Morales
Victor Manuel Del Corral Morales (* 13. Mai 1980 in Barcelona) ist ein ehemaliger baskischer Duathlet und Triathlet. Er ist Europameister Cross-Triathlon (2011, 2012), Ironman-Sieger (2012, 2013, 2016) und er wird in der Bestenliste spanischer Triathleten auf der Ironman-Distanz geführt.

## Werdegang
Victor Del Corral Morales wuchs in Barcelona auf und in seiner Jugend war er mit seinen beiden Brüdern Jose Luis und Phily auf dem Mountainbike aktiv. Er wurde mehrfacher Junioren-Staatsmeister und 2002 ging er bei seinem ersten Duathlon an den Start.
2009 startete er in Andalusien erstmals auf der Triathlon-Langdistanz und belegte den vierten Rang.

### Triathlon-Profi seit 2010
2010 war für den 30-jährigen das erste Jahr als Profi-Triathlet und Victor Manuel Del Corral Morales wurde Vize-Europameister auf der Duathlon-Kurzdistanz.

### Europameister Cross-Triathlon 2011 und 2012
2011 konnte er diesen Erfolg erfolgreich verteidigen und im Juli wurde er Europameister im Cross-Triathlon. Er wurde 2010 zum zweiten Mal nationaler Meister.

### Vize-Weltmeister Duathlon 2011
Im September desselben Jahres holte er sich auch den dritten Rang bei der Weltmeisterschaft auf der Duathlon-Kurzdistanz.
Im Februar 2012 wurde dann der Sieger disqualifiziert und Del Corral Morales wurde auf den zweiten Rang vorgereiht. Im Mai holte er sich auf Lanzarote seinen ersten Sieg in einem Ironman-Rennen. Im Juli wurde er nach seinem Erfolg im Vorjahr erneut Cross-Triathlon-Europameister.
Im November 2013 holte er sich in Arizona seinen fünften Sieg auf der Triathlon-Langdistanz (3,86 km Schwimmen, 180,2 km Radfahren und 42,195 km Laufen).
Im Juni 2016 holte er sich beim Ironman France seinen vierten Sieg in einem Ironman-Rennen – seine Siegerzeit von 8:30:00 Stunden war auf die Sekunde gleich wie jene des Vorjahres, als er hier den zweiten Platz belegt hatte.
Seit 2021 tritt Victor Manuel Del Corral Morales nicht mehr international in Erscheinung.

### Privates
Er ist verheiratet und lebt mit seiner Frau und ihrem Sohn in Barcelona.

## Sportliche Erfolge
| Datum/Jahr    | Rang | Wettbewerb                    | Austragungsort | Zeit     | Bemerkung                                                                            |
| ------------- | ---- | ----------------------------- | -------------- | -------- | ------------------------------------------------------------------------------------ |
| 7. Sep. 2016  | 2    | Extreme Man Narbonne          | Narbonne       |          | Mitteldistanz                                                                        |
| 27. Feb. 2015 | 32   | Challenge Dubai               | Dubai          | 04:01:25 | beim ersten Rennen der „Challenge Triple-Crown-Serie“                                |
| 20. Sep. 2014 | 2    | Ironman 70.3 Lanzarote        | Lanzarote      | 04:04:22 | [ 2 ]                                                                                |
| 1. Juni 2014  | 2    | Ironman 70.3 Italy            | Pescara        | 03:48:49 |                                                                                      |
| 22. März 2014 | 2    | Lighthouse Triathlon          | Fuerteventura  | 02:05:56 | Zweiter hinter dem Deutschen Konstantin Bachor                                       |
| 5. Okt. 2013  | 1    | Ironman 70.3 Lanzarote        | Lanzarote      | 04:06:42 | mit neuem Streckenrekord                                                             |
| 10. Nov. 2012 | 5    | Ironman 70.3 Lanzarote        | Lanzarote      | 04:13:35 |                                                                                      |
| 14. Apr. 2012 | 3    | Challenge Fuerteventura       | Fuerteventura  | 04:01:41 | auf der Halbdistanz                                                                  |
| 3. März 2012  | 1    | Lighthouse Triathlon          | Fuerteventura  | 02:20:04 | Sieger bei der Erstaustragung (1,5 km Schwimmen, 37,5 km Radfahren und 13 km Laufen) |
| 12. Juni 2010 | 6    | Tri Grand Prix Basque Country | Zarautz        | 04:01:18 |                                                                                      |
| 12. Sep. 2009 | 4    | TriStar200 Andalucía          | Cádiz          |          | 169 km Radfahren, 1 km Schwimmen und 30 km Laufen                                    |

| Datum/Jahr    | Rang | Wettbewerb                | Austragungsort    | Zeit       | Bemerkung                                                       |
| ------------- | ---- | ------------------------- | ----------------- | ---------- | --------------------------------------------------------------- |
| 23. Juli 2017 | 5    | Ironman France            | Nizza             | 08:53:37   | [ 5 ]                                                           |
| 5. Juni 2016  | 1    | Ironman France            | Nizza             | 08:30:00   |                                                                 |
| 15. Aug. 2015 | 2    | Embrunman                 | Embrun            | 09:56:49   |                                                                 |
| 28. Juni 2015 | 2    | Ironman France            | Nizza             | 08:30:00   |                                                                 |
| 29. März 2015 | 9    | Ironman South Africa      | Port Elizabeth    | 08:47:10   |                                                                 |
| 17. Nov. 2013 | 1    | Ironman Arizona           | Tempe             | 08:02:00   |                                                                 |
| 2. Nov. 2013  | 1    | Ironman Florida           | Panama City       | 07:53:12   | Sieg mit neuem Streckenrekord und persönlicher Ironman-Bestzeit |
| 15. Aug. 2012 | 2    | Embrunman                 | Embrun            | 09:48:03,4 |                                                                 |
| 24. Juli 2012 | 1    | Triathlon EDF Alpe d’Huez | Alpe d’Huez       | 05:51:52   | [ 6 ]                                                           |
| 19. Mai 2012  | 1    | Ironman Lanzarote         | Puerto del Carmen | 08:44:40   |                                                                 |
| 27. Juli 2011 | 1    | Triathlon EDF Alpe d’Huez | Alpe d’Huez       | 05:50:13   |                                                                 |
| 15. Aug. 2010 | 3    | Embrunman                 | Embrun            | 10:03:22   |                                                                 |

| Datum/Jahr    | Rang | Wettbewerb                               | Austragungsort      | Zeit     | Bemerkung                         |
| ------------- | ---- | ---------------------------------------- | ------------------- | -------- | --------------------------------- |
| 20. März 2021 | 21   | ITU Winter Triathlon World Championships | Sant Julià de Lòria | 01:26:46 | Weltmeisterschaft Wintertriathlon |

| Datum/Jahr    | Rang | Wettbewerb                                 | Austragungsort | Zeit     | Bemerkung                                                                                          |
| ------------- | ---- | ------------------------------------------ | -------------- | -------- | -------------------------------------------------------------------------------------------------- |
| 15. Apr. 2018 | 2    | Xterra Malta                               | Malta          | 02:22:28 | |
| 14. Juli 2012 | 1    | ETU Cross Triathlon European Championships | Den Haag       |          | |
| 15. Juli 2011 | 1    | X-Terra France                             | Xonrupt        | 02:56:34 | 1,5 km Schwimmen, 34 km Mountainbike und 10 km Crosslauf                                           |
| 2. Juli 2011  | 1    | ETU Cross Triathlon European Championships | Visegrád       | 01:44:20 | Sieg vor dem Schweizer Olivier Marceau (1,2 km Schwimmen, 25 km Mountainbike und 7,2 km Crosslauf) |
| 30. Apr. 2011 | 9    | ITU Cross Triathlon World Championships    | Extremadura    | 01:32:46 | 1 km Schwimmen, 20 km Mountainbiken und 6 km Geländelauf                                           |
| 17. Apr. 2011 | 2    | ETU Cross Triathlon European Championships | Limerick       | 01:40:36 | Vize-Europameister (1,2 km Schwimmen, 25,2 km Mountainbike und 7,4 km Laufen)                      |
| 19. Juni 2010 | 2    | ETU Cross Triathlon European Championships | Myjava         | 02:24:03 | Vize-Europameister (1,2 km Schwimmen, 25,2 km Mountainbike und 7,4 km Laufen)                      |
| 2010          | 2    | X-Terra France                             | Xonrupt        |          | 1,5 km Schwimmen, 34 km Mountainbike und 10 km Crosslauf                                           |
| 31. Mai 2009  | 6    | ETU Cross Triathlon European Championships | Sardinien      | 02:31:20 | bei der X-Terra Italy (1,5 km Schwimmen, 30 km Mountainbike und 10 km Crosslauf)                   |

| Datum/Jahr    | Rang | Wettbewerb                          | Austragungsort    | Zeit     | Bemerkung                                                                                       |
| ------------- | ---- | ----------------------------------- | ----------------- | -------- | ----------------------------------------------------------------------------------------------- |
| 24. Sep. 2011 | 2    | ITU Duathlon World Championships    | Gijón             | 01:51:29 | Zweiter und damit Duathlon-Vize-Weltmeister (nach Disqualifikation des Siegers)                 |
| 2011          | 2    | ETU Duathlon European Championships | Limerick          |          |                                                                                                 |
| 5. Sep. 2010  | 4    | ITU Duathlon World Championships    | Edinburgh         | 01:51:06 | Duathlon-Weltmeisterschaft                                                                      |
| 2. Mai 2010   | 2    | ETU Duathlon European Championships | Nancy             |          | Vize-Europameister auf der Duathlon-Kurzdistanz (10 km Laufen, 40 km Radfahren und 5 km Laufen) |
| 20. Apr. 2008 | 6    | Powerman Holland                    | Horst aan de Maas | 02:46:50 | 15 km Laufen, 60 km Radfahren und 7,5 km Laufen                                                 |

(Did Not Finish)